# Folkeret
 Der er for få eller ingen kildehenvisninger i denne artikel, hvilket er et problem. Du kan hjælpe ved at angive troværdige kilder til de påstande, som fremføres i artiklen.

Folkeretten (også kaldet international ret) er det retsområde, der har at gøre med de regler og principper, der generelt regulerer forholdene mellem stater eller mellem en stat og internationale organisationer. Mere konkret omhandler folkeretten staternes natur og struktur, deres handlinger, internationale organisationers retsstilling og til dels individer og virksomheder. De fleste folkeretlige regler er sædvaner, som kan enten er kodificeret i traktater eller findes i statspraksis. Ydermere findes konventioner og retsgrundsætninger, mens retsafgørelser kun anvendes i begrænset omfang; hvilket fremgår af ICJ-statuttens art. 38, stk. 1.
Ifølge den tidligere præsident for Den Internationale Domstol i Haag, Rosalyn Higgins, er folkeretten et normativt system, skabt på grundlag af en række fælles værdier, der gælder alle mennesker, hvad enten de er rige eller fattige, sorte eller hvide og uafhængigt af religion og nationale tilhørsforhold.
Retsområdet er udviklet på baggrund af sædvane, traktater og andre juridiske instrumenter, udviklet eller indgået mellem verdens stater. Den norsk-danske forfatter og jurist Ludvig Holberg skrev gennem hele livet på en introduktion til folkeretten. Den udkom i flere oplag og fandt afsætning til juridisk interesserede, der ikke var kyndige i latin. Holberg var stærkt inspireret af folkeretslige teoretikere som Francisco Suárez, Hugo Grotius og Samuel Pufendorf.
Termen "international law" blev først anvendt af Jeremy Bentham i hans "Introduction to the Principles of Morals and Legislation" i 1780.[kilde mangler]

## Formålet med folkeretten
Et traditionelt formål er "at sikre staternes fredelige sameksistens." Centralt for folkeretten er spørgsmålet om en stats rettigheder og pligter. Dette gøres ved at behandle spørgsmål som anskaffelse af territorium, staternes immunitet og staternes retlige ansvar. Ligeledes behandler folkeretten spørgsmålet om, hvorledes en stat skal behandle en anden stats borgere (for eksempel om Tyrkiet kan retsforfølge en franskmand), staternes beskyttelsespligt over for fremmede borgere, statens rettigheder til at behandle sine borgere som den ønsker, flygtninges rettigheder, internationale forbrydelser, problemer vedrørende nationalitet og grundlæggende rettigheder. Hertil kommer en række opgaver, som staterne har en vis forpligtelse til at udføre, som fx opretholdelse af international fred, våbenkontrol, bilæggelse af stridigheder og brugen af militær magt i internationale forhold.
Særligt når det kommer til krigsretten, har folkeretten vist, at den har en evne til om ikke at stoppe konflikter så i hvert fald fastsætte nogle grundlæggende regler for, hvorledes krige skal udkæmpes, fanger behandles m.v.
Folkeretten tager også stilling til hvilke regler, der skal gælde i internationalt farvand og i det ydre rum, visse regler for international kommunikation samt verdenshandel.

## Gyldighed og brud

### Horisontal kontra vertikal
I en stat som Danmark er retten vertikal: Den går fra lovgiver ned til befolkningen, således at staten har mulighed for at fastsætte regler for, hvad dens borgere må og ikke må. Folkeretten er derimod horisontal, for eftersom alle stater er lige og suveræne, kan den ene stat – eller organisation af stater – ikke bestemme over en anden stat, med mindre den anden stat frivilligt har afgivet suverænitet. Det horisontale princip genfindes blandt andet i grundlovens §§ 19 og 20.
Da al international gøren og laden er horisontal, er folkeretten afhængig af staternes frivillige deltagelse på baggrund af staternes egen interesse, hvorfor folkeretten altid vil være domineret af politiske faktorer, især stater.
Horisontal virkning er, hvorvidt en borger kan støtte ret på en folkeretlig regel overfor en anden borger, mens den vertikale virkning er, når staten/det offentlige kan støtte ret på en folkeretlig regel overfor borgeren og borgeren kan støtte ret derpå overfor staten/det offentlige.

### Folkeretsbrud
Sker der retsbrud i folkeretten, er der tale om et folkeretsbrud. Finder et sådant sted, findes der intet internationalt juridisk system, der kan bruges for at få konflikten bilagt. Alligevel har verdenssamfundet i 1900-tallet oprettet en række quasi-juridiske tribunaler og internationale domstole, hvis formål har været enten at bilægge en konkret strid eller udøve en mere generel funktion. Som al anden folkeret er disse organers kompetence i høj grad præget af politiske faktorer. Grundlæggelsen af De Forenede Nationer (FN) har givet en mulighed for at håndhæve folkeretten overfor de af foreningens medlemmer, der forbryder sig mod FN-pagten.

## Hvornår er en stat en stat?
Folkeretten prøver at fastsætte en række kriterier, der dels kan vise hvilke rettigheder, der her er tale om – dels kan anskueliggøre, hvornår et samfund kan karakteriseres som en stat og dermed nyde en stats rettigheder i henhold til netop folkeretten. Argumentationen bliver ofte cirkulær, da kriterierne for at være en stat (grundlæggende kontrol med og jurisdiktion over ens eget territorium), netop også er de rettigheder, en stat har. Det er i den forbindelse mest nærliggende blot at antage, at stater er – og ikke diskutere deres opdrag.
Montevideo-konventionen om Staters Rettigheder og Pligter, der blev underskrevet i Montevideo, Uruguay i 1933, har været med til at fastsætte kriterierne for, hvornår en stat er en stat. Kriterierne, der bedst kan betegnes som et kompromis, er en grundlæggende sammenskrivning af den almindelige opfattelse på området, om end især det sidste kriterium rummer elementer af cirkularitet. Ifølge konventionen skal følgende fire kriterier være opfyldt, før en stat er en stat:
- Den skal have en permanent befolkning
- Den skal have et fast defineret territorium
- Den skal have en regering
- Den skal kunne indgå relationer med andre stater

Af særlig betydning ved konventionen er dens art. 3 der siger: »Den politiske eksistens af en stat er uafhængig af anerkendelse fra andre stater''«, hvilket betyder, at en stat ikke behøver at nyde godkendelse fra andre stater for at kunne blive en stat.
Konventionen er indgået imellem de amerikanske stater og er derfor ikke som sådan bindende for resten af verden. Ikke desto mindre udgør den en ikke ubetydelig retskilde.

## Humanitær folkeret
Udenrigsministeriet beskriver humanitær folkeret således:

Den humanitære folkeret bygger på erkendelsen af, at det internationale samfund har en forpligtelse til i videst muligt omfang at søge at begrænse de skadelige effekter af væbnede konflikter og beskytte krigens ofre.
Med henblik på at skabe overblik over reglerne på området og tilvejebringe et vigtigt arbejdsredskab for praktikere og studerende af den internationale humanitære folkeret i Danmark udgiver regeringens Røde Kors-udvalg en opdateret tekstsamling vedrørende humanitær folkeret. I forhold til udgaven fra 1985 er der tilføjet en række væsentlige nye konventioner vedtaget af det internationale samfund og tiltrådt af Danmark, herunder statutten for den Internationale Straffedomstol i Haag og Kulturbeskyttelseskonventionen af 1954.
Regeringens Røde Kors Udvalg er sammensat af repræsentanter fra Udenrigsministeriet (formand), Justitsministeriet, Forsvarsministeriet, Forsvarskommandoen, Generalauditøren, Beredskabsstyrelsen, Sundheds- og Indenrigsministeriet, Undervisningsministeriet og Dansk Røde Kors.

## Retskildekategorier i folkeretten
Til de vigtigste retskildekategorier i folkeretten hører koventioner, retssædvaner, retsgrundsætninger, internationale domstoles retsafgørelser, ICJ Stattuten og endelig soft law; foruden aftaler, unilaterale tilkendegivelser og resolutioner af FN's Sikkerhedsråd og endelig resolutioner af FN's generalforsamling.